# AS Soliman
El Avenir Sportif de Soliman es un equipo de fútbol de Soliman, Túnez. Actualmente juega en la Championnat de Ligue Profesionelle 1 desde 2019.

## Palmarés
- CLP-2: 1

2018-19